# 노욱
노욱(魯旭, ? ~ 192년)은 후한 말기의 관료로, 우부풍 평릉현(平陵縣) 사람이다. 사도 노공의 손자이자 농서태수 노겸(魯謙)의 아들이다.

## 행적
초평 3년(192년), 태복 노욱은 사도 왕윤과 함께 모의하여 태사 동탁을 죽였다. 그러나 곧 잔당 이각·곽사가 장안성을 공격하여 무너뜨렸고, 노욱은 왕윤과 함께 목숨을 잃었다.

## 출전
- 범엽, 《후한서》
  - 권9 효헌제기
  - 권25 탁노위유열전

| 전임 조기 | 후한의 태복 ? ~ 192년 6월 무오일 | 후임 조기 |